# ليك وورث
ليك وورث (بالإنجليزية: Lake Worth)‏ هي مدينة أمريكية تقع في ولاية فلوريدا. تبلغ مساحة هذه المدينة 16.7 (كم²)،ويبلغ عدد سكانها 34910 نسمة حسب إحصاء سنة 2010 م 34910.

## توأمة
لليك وورث اتفاقيات توأمة مع:
- لابينرنتا

## أعلام
- روبن مورغان
- روزي رويز
- أندي هانسن
- ماير جوجينهايم
- إدي ميلر
- تشارلز ويتمان
- تشارلز فريدريك
- هاري لوت
- جورج فالون
- بات أودونيل